# Mustanova Reka
Mustanova Reka (bulgariska: Мустанова Река) är ett vattendrag i Bulgarien.   Det ligger i regionen Stara Zagora, i den centrala delen av landet, 220 km öster om huvudstaden Sofia.
Trakten runt Mustanova Reka består till största delen av jordbruksmark. Runt Mustanova Reka är det ganska glesbefolkat, med 40 invånare per kvadratkilometer.